# Haloragaceae
Haloragaceae је фамилија дикотиледоних биљака из реда Saxifragales (APG I, APG II, APG III). У Кронквистовом класификационом систему фамилија спада у ред Haloragales. Обухвата осам родова са око 150 врста. Према APG II схеми, у фамилију би требало укључити и припаднике фамилија Penthoraceae и Tetracarpaeaceae, међутим у новијој класификацији (APG III) ове фамилије су задржане као засебне.
Фамилија је космополитски распрострањена, са центром диверзитета у Аустралији. Врсте из фамилије Haloragaceae су углавном водене или терестричне зељасте вишегодишње биљке, са понеким жбуном или дрветом. Све терестричне врсте расту на Јужној хемисфери.